# Gouvernante der königlichen Kinder Frankreichs
In Frankreich war die Gouvernante der königlichen Kinder (Gouvernante des enfants royaux) eine Angehörige des hohen Adels, die mit der Erziehung der Kinder des Königspaares, darunter den Dauphin, beauftragt waren. Sie wurde manchmal von Untergouvernanten unterstützt. Während die Mädchen an das Maison de la Reine gebunden blieben, war es Brauch, dass von Gouvernanten erzogene Prinzen im Alter von sieben Jahren (dem damaligen „Alter des Verstandes“) „auf Männer übergehen“, um dann in die Obhut eines Gouverneurs gegeben zu werden, der wiederum von einem Untergouverneur unterstützt wurde.

## Gouvernanten der königlichen Kinder

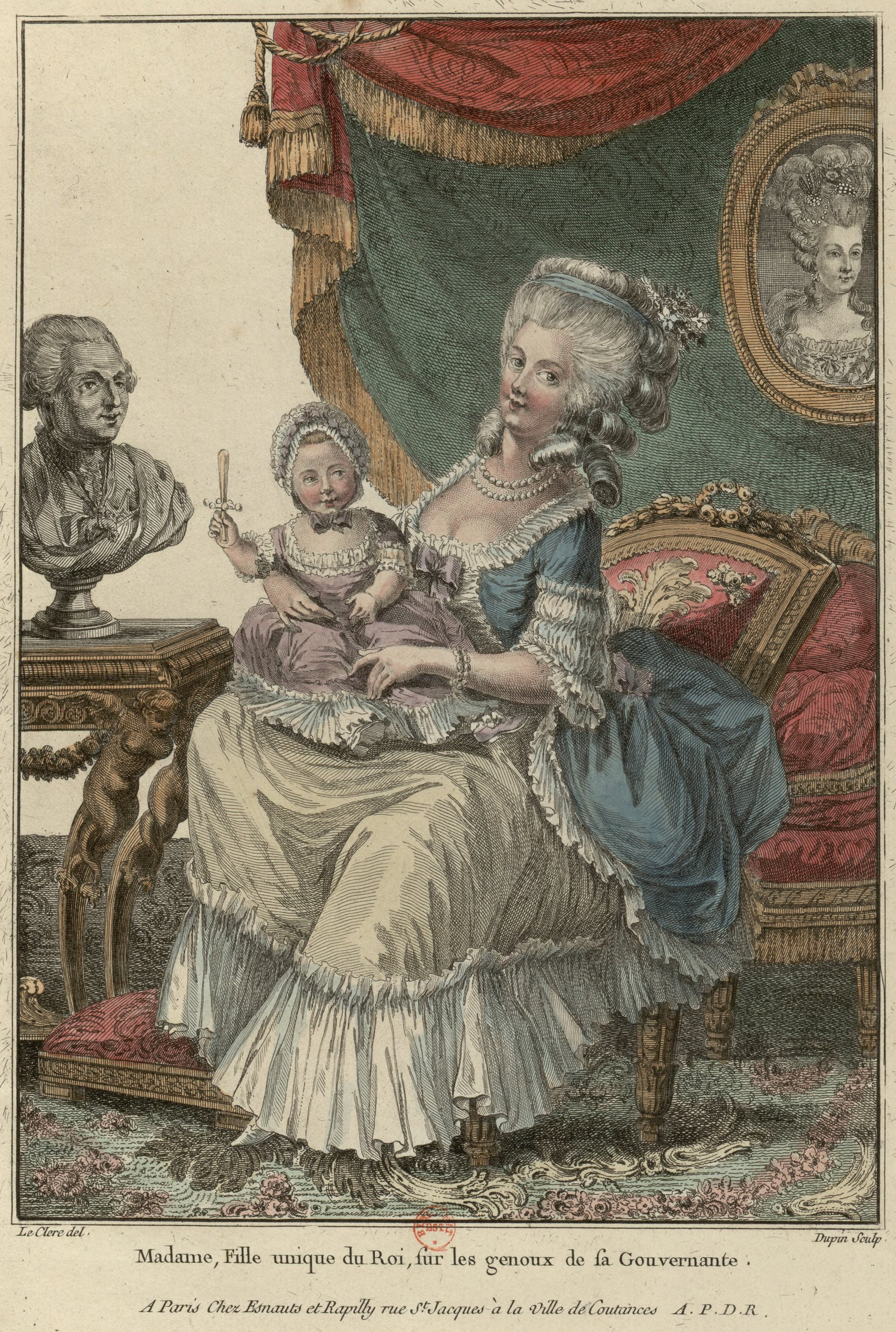
Gravur von Victoire de Rohan und Madame Royale.

### KinderLudwigs XII.
- 1510–1515: Michelle de Saubonne für Renée de France

### KinderFranz‘ I.
- ab 1518: Charlotte Gouffier de Boisy[2]
- Guillemette de Sarrebruck

### KinderHeinrichs II.
- 1546–1557: Françoise d’Humières
- 1548–1551: Jane Stuart für Maria Stuart
- 1551–1557: Françoise de Paroy für Maria Stuart
- 1551–1559: Marie Catherine Pierrevive
- Louise de Clermont
- Claude Catherine de Clermont
- Charlotte de Chabannes-Curton

### KinderKarls IX.
- 1572–1578: Isabelle de Monthoiron

### KinderHeinrichs IV.
- 1600–1615: Françoise de Montglat

### KinderLudwigs XIII.
- 1638–1643: Françoise de Lansac
- 1643–1646: Marie-Catherine de Senecey

### KinderLudwigs XIV.

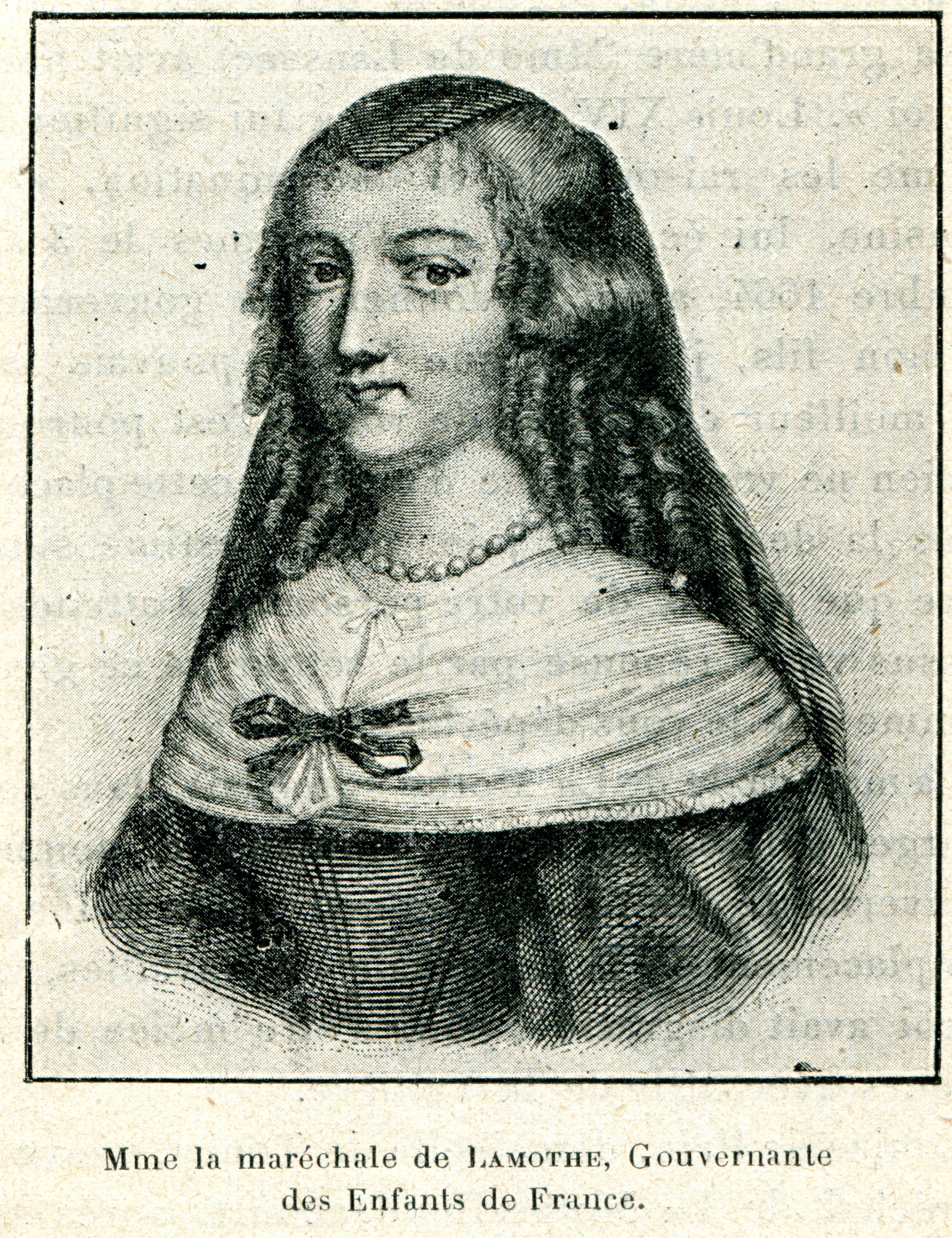
Mme la maréchale de Lamothe (Louise de Prie)

- Ursule de Gontery, Gouvernante der Töchter der Königin
- 1661–1664: Julie d’Angennes, Gouvernante des Grand Dauphin, dann Gouvernante der Filles d’honneur der Königin
- 1661–1672: Louise de Prie, Gouvernante des Grand Dauphin
- ab 1669: Françoise d’Aubigné, Gouvernante der legitimierten Kinder des Königs

Untergouvernanten waren:
- Mademoiselle de Mézières
- Mademoiselle de La Chassagne
- Marie-Jeanne d’Aumale

### Kinder desGrand Dauphin
- 1682–1692: Louise de Prie

### KinderLouis’ de France (1682–1712)

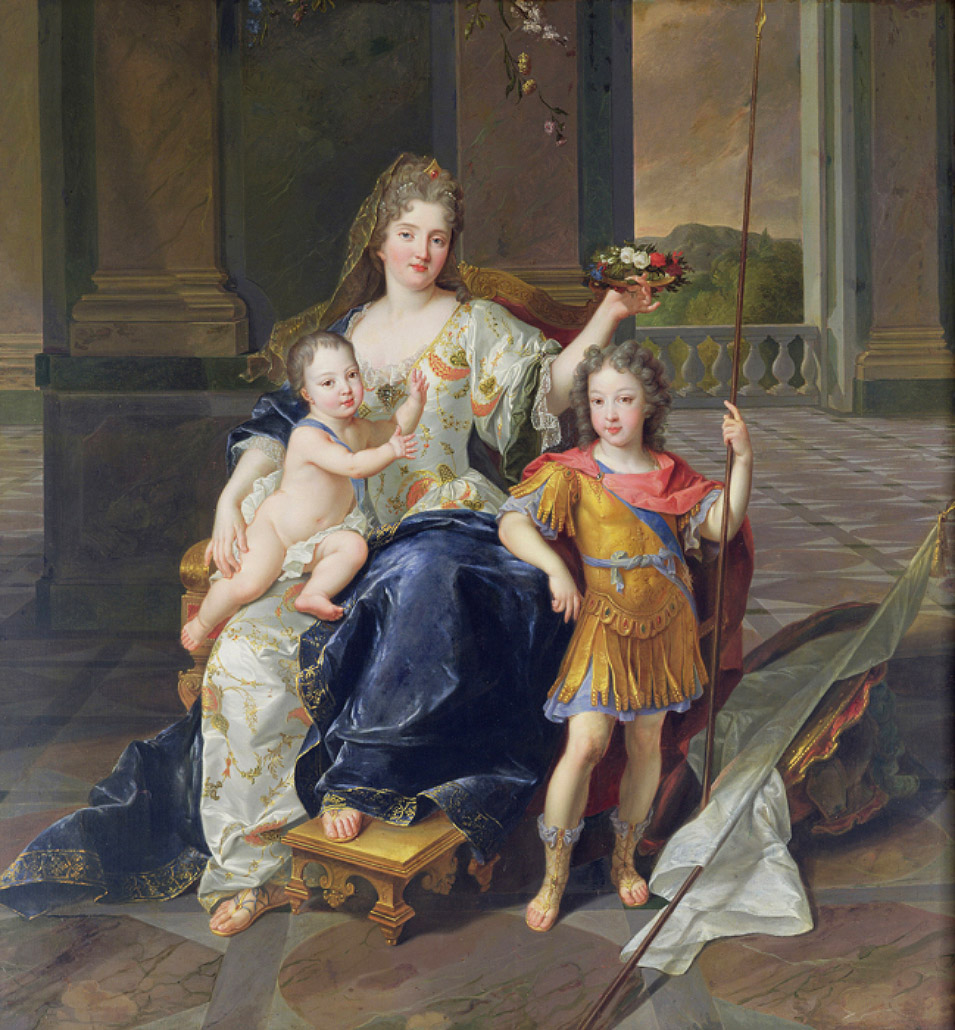
La duchesse de La Ferté-Senneterre avec le duc d'Anjou et le duc de Bretagne, von François de Troy.

- 1704–1709: Louise de Prie, Mutter der beiden folgenden:
- 1709–1710: Marie de La Ferté-Senneterre[3]
- 1710–1717: Charlotte de La Mothe-Houdancourt
- Anne-Julie-Adélaïde de Melun, Gouvernante en survivance gemeinsam mit der Herzogin von Ventadour[4]

Ab 1704 bzw. 1710 wurden sie unterstützt von:
- 1704–1717: Madame de La Lande
- 1710–1717: Marie-Suzanne de Valicourt[5]

### KinderLudwigs XV.
- 1727–1735: Charlotte de La Mothe-Houdancourt
- 1735–1746: Marie Isabelle de Rohan, deren Enkelin

1729 wurde eine dritte Untergouvernante ernannt:
- 1727–1746: Madame de La Lande
- 1727–1744: Marie-Suzanne de Valicourt[5]
- ab 1729: Marguerite d'Armand de Mizon

### KinderLouis’ de France (1729–1765)
- 1746–1754: Marie Isabelle de Rohan
- 1754–1776: Marie-Louise de Rohan
- 1776–1778: Victoire de Rohan-Guéméné, deren Nichte

Die Untergouvernanten waren:
- Jeanne-Thérèse de Launoy de Penchrec'h
- Anne Bénigne Goujon de Gasville
- Louise Sophie Cook
- Madeleine-Suzanne Goullet de Rugy
- Louise Jeanne Marguerite de Grégoire de Saint-Sauveur
- 1771–1776: Marie-Angélique de Fitte de Soucy für Élisabeth de France
- Marie Edouarde Rosalie d'Aumale für Élisabeth de France

### KinderLudwigs XVI.
- 1778–1782: Victoire de Rohan
- 1782–1789: Gabrielle de Polignac

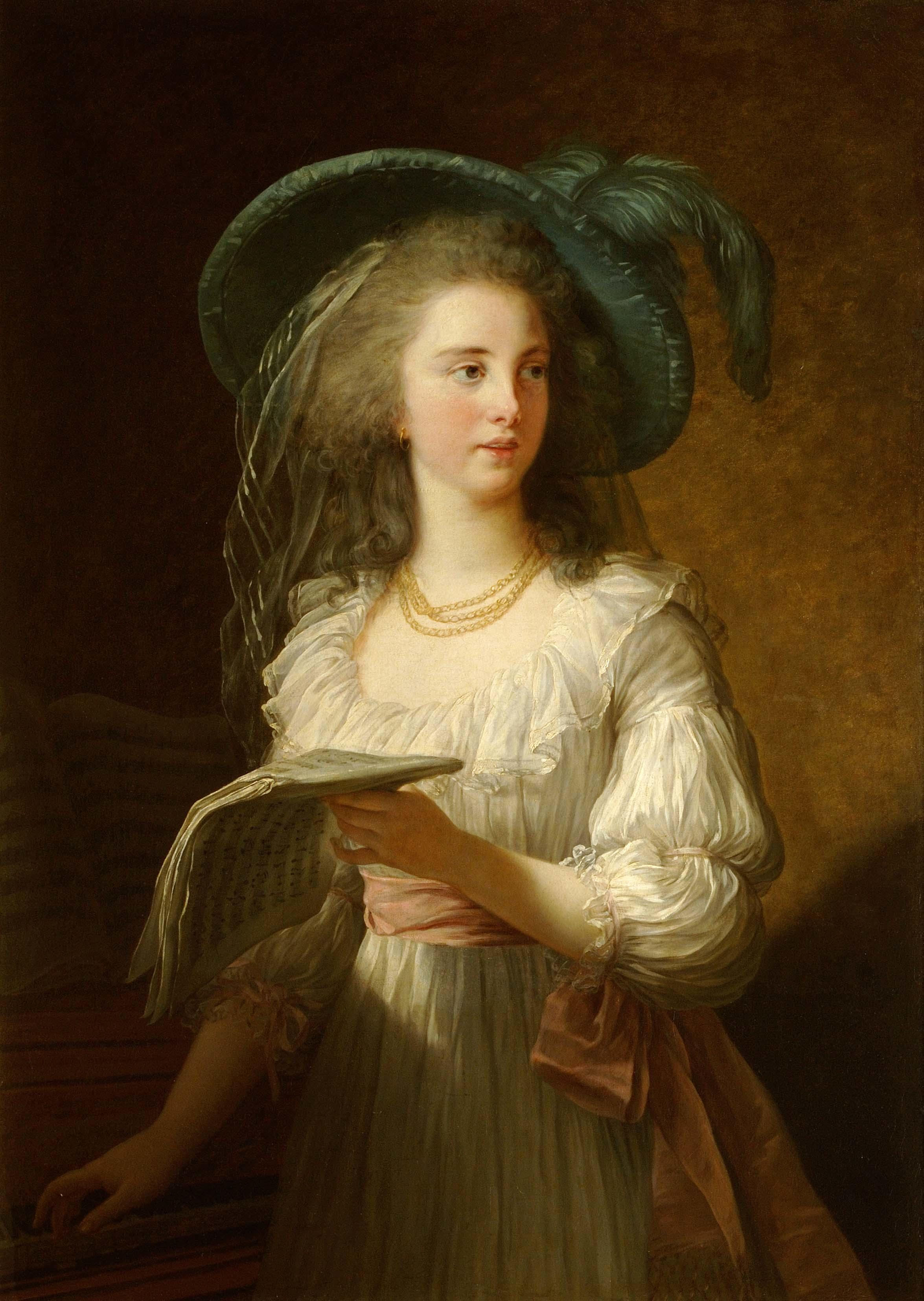
La duchesse de Polignac, von Élisabeth Vigée-Lebrun.

- 1789–1792: Louise-Élisabeth de Croÿ de Tourzel

Die Untergouvernanten waren:
- 1778–1792: Marie-Angélique de Fitte de Soucy
- 1781–1792: Renée Suzanne de Mackau
- 1785–1792: Agathe de Rambaud
- Elisabeth Louise Lenoir de Verneuil
- Thérèse Sophie de Sibert
- Marie Edouarde Rosalie d’Aumale

### KinderKarls X.
- ab 1775: Adélaïde de Galard de Brassac de Béarn

### KindNapoleon Bonapartes
- 1811–1815: Louise Charlotte Françoise de Montesquiou

### KinderCharles Ferdinand d’Artois’

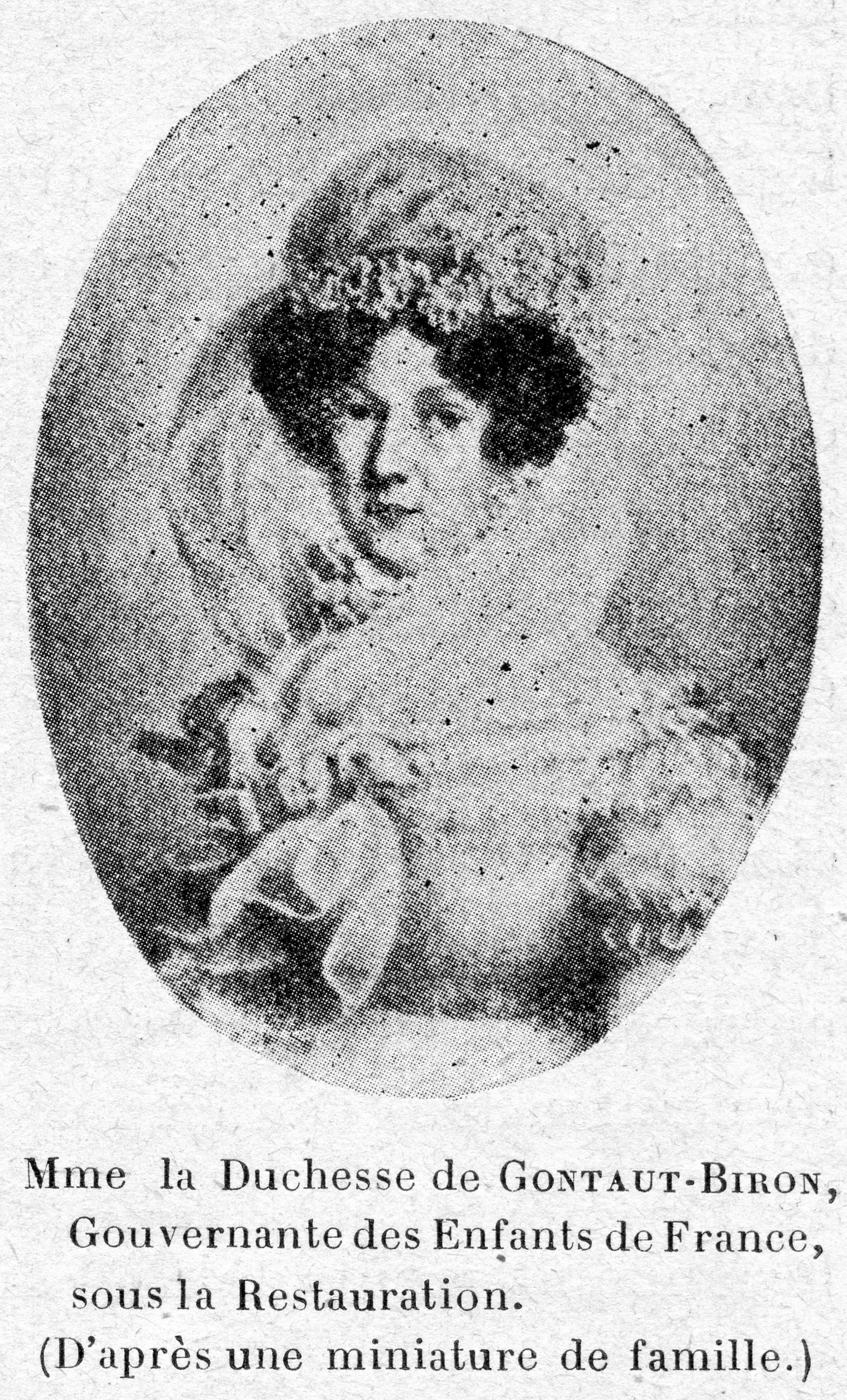
Mme la Duchesse de Gontaut-Biron, Gouvernante der königlichen Kinder während der Restauration

- 1819–1834: Marie-Joséphine-Louise de Montaut-Navailles

### KinderLouis-Philippes I.
- Félicité de Genlis